# Léon Ghosez

Léon Ghosez (2018)

Léon Ghosez (* 1934 in Aalst, Belgien) ist ein belgischer Professor Emeritus und ehemaliger Professor für Chemie an der Universität Louvain. Er ist emeritiertes Mitglied der königlichen Akademie der Wissenschaften, der Literatur und der Künste Belgiens.

## Akademische Laufbahn
Ghosez studierte an der Universität Louvain, an der er 1958 unter Betreuung von Georges Joseph Smets promovierte. Danach arbeitete er zwei Jahre lang als Postdoktorand an der Harvard-Universität bei Robert B. Woodward und für einige Monate auch bei Rolf Huisgen an der Ludwig-Maximilians-Universität München, bevor er 1969 im Alter von 32 Jahren seine Habilitation erhielt und Professor an der Universität Louvain wurde. Während seiner Zeit an der Universität Louvain (1963 bis 1999) betreute er die Forschung von 125 Doktoranden und 135 Postdoktoranden. Zudem war er während dieser Zeit an der Universität Lüttich (1969 bis 1999) und an der École polytechnique in Palaiseau tätig. Er war aktives Gründungsmitglied des Institut Européen de Chimie et Biologie (IECB) an der Universität Bordeaux, an dem er 1998 eine Forschungsgruppe aufbaute. Von 2000 bis zum Ende des Jahres 2009 war er gemeinsam mit Jean-Jacques Toulmé Leiter des IECB. Zur Zeit forscht Ghosez am IECB und ist emeritierter Professor an der Universität Louvain.

## Forschungsschwerpunkte
Projekt 1: Kleine natürliche Moleküle, die durch Evolution geformt und optimiert worden sind und daher perfekt darauf abgestimmt sind, mit natürlichen Makromolekülen zu interagieren und eine biologische Antwort zu induzieren. Das erste Forschungsprojekt besteht darin, privilegierte Gerüste mit kurzen Reaktionsfolgen zu entwerfen und herzustellen. Diese sollten leicht in eine große Vielfalt von Naturstoffen umgewandelt werden können, die für eine therapeutische Anwendung interessant sind. Dies bietet einen Einstieg in den Wirkstoffentdeckungsprozess in einem viel fortgeschritteneren Stadium, in dem Standard-Diversity-Bibliotheken durchsucht werden.
Projekt 2: Das Ziel des zweiten Projekts ist es, neue ionische Lösungsmittel und von Lewis abgeleitete Supersäuren aus Silizium zu entwickeln, die beide von starken Brönsted-Säuren mit relativ niedrigem Molekulargewicht stammen. Diese werden als funktional tolerante, wenn auch hochelektrophile Lösungsmittel oder Katalysatoren für Reaktionen mit hoch funktionalisierten Molekülen verwendet. Diese Lösungsmittel und Katalysatoren sind frei von giftigen Metallen und hinterlassen nur wenig Abfälle, die nachhaltige Prozesse ermöglichen.
Die Ghosez-Cyclisierung (auch Ghosez-Lactonisierung) zur Synthese α,β-ungesättigter δ-Lactone wurde nach Léon Ghosez benannt.

## Ehrungen
Ghosez wurde mit der Medaille der Société Chimique de France geehrt.